# Campanha do Deserto Ocidental
A Campanha do Deserto Ocidental, também conhecida como a Guerra do Deserto, foi o estágio inicial da campanha no Norte da África durante a Segunda Guerra Mundial. Foi uma guerra com diversas idas e vindas, que começou em 1940, quando as forças italianas na Líbia atacaram as forças britânicas da Commonwealth estacionadas no Egito. Este ataque foi rapidamente controlado e respondido (Operação Compass), significando perdas maciças (principalmente prisioneiros de guerra) para as forças italianas. Para evitar um colapso total, a Alemanha nazista (aliada da Itália por pertencer ao Eixo na Segunda Guerra Mundial), enviou um contingente (Afrika Korps) de forças terrestres e aéreas rapidamente se tornou dominante (Operação Sonnenblume). O Eixo lançaria duas grandes operações contra os seus inimigos, os Aliados, empurrado-os cada vez mais para o Egito. No entanto, os aliados reagiram e recuperaram o terreno perdido nas duas vezes (Primeira Batalha de El Alamein e Segunda Batalha de El Alamein). Na última destas ofensivas, no início de 1943, os Aliados conseguiram empurrar as forças do Eixo para fora da Líbia e leva-los até Tunísia, começando assim a Campanha da Tunísia.
A disponibilidade de suprimentos e transportes influenciou muito a campanha. A possibilidade dos Aliados de interceptar os comboios do Eixo a partir de Malta foi vital para negar ao comandante dos alemães, Erwin Rommel, combustível e reforços em momentos críticos.

## Pré-Guerra
O Reino Unido tinha forças no Egito desde 1884, mas muito reduzidas após o Tratado anglo-egípcio de 1936. Essas forças relativamente modestas tinham como objetivo principal proteger o Canal de Suez, que era vital para as comunicações do Reino Unido com os seus territórios no Extremo Oriente e Oceano Índico.
No entanto, desde 1938, tinha incluído a "Força Movel", uma das duas formações blindadas de treinamento britânicas, sob o comando do Major-General Percy Hobart. Quando irrompeu a guerra, este grupo foi rebatizado de Divisão Blindada (Egito) e, em seguida, como a 7 ª Divisão Blindada (mais tarde conhecida como os "Ratos do Deserto") e foi a principal força que serviu na defesa da fronteira entre Líbia e Egito no início do conflito.
A Líbia foi ocupada pela Itália em 1911, e se tornou uma colônia italiana em 1912, após o Tratado de Lausanne ou Tratado de Ouchy (1912), no qual o Império Otomano renunciou a seus direitos sobre a Líbia em favor da Itália. A principal força na fronteira após o início da guerra foi o 10 º Exército Italiano. Os italianos superavam os ingleses em número, na terra e no ar. No entanto, os britânicos os superavam em qualidade.

## Ataques
Em 11 de junho de 1940, no dia seguinte a declaração de guerra aos aliados, as forças italianas e da Commonwealth estabelecidas no Egito começaram uma série de ataques. O acontecimento mais notável foi a captura do Forte Capuzzo.

## Imagens da Campanha

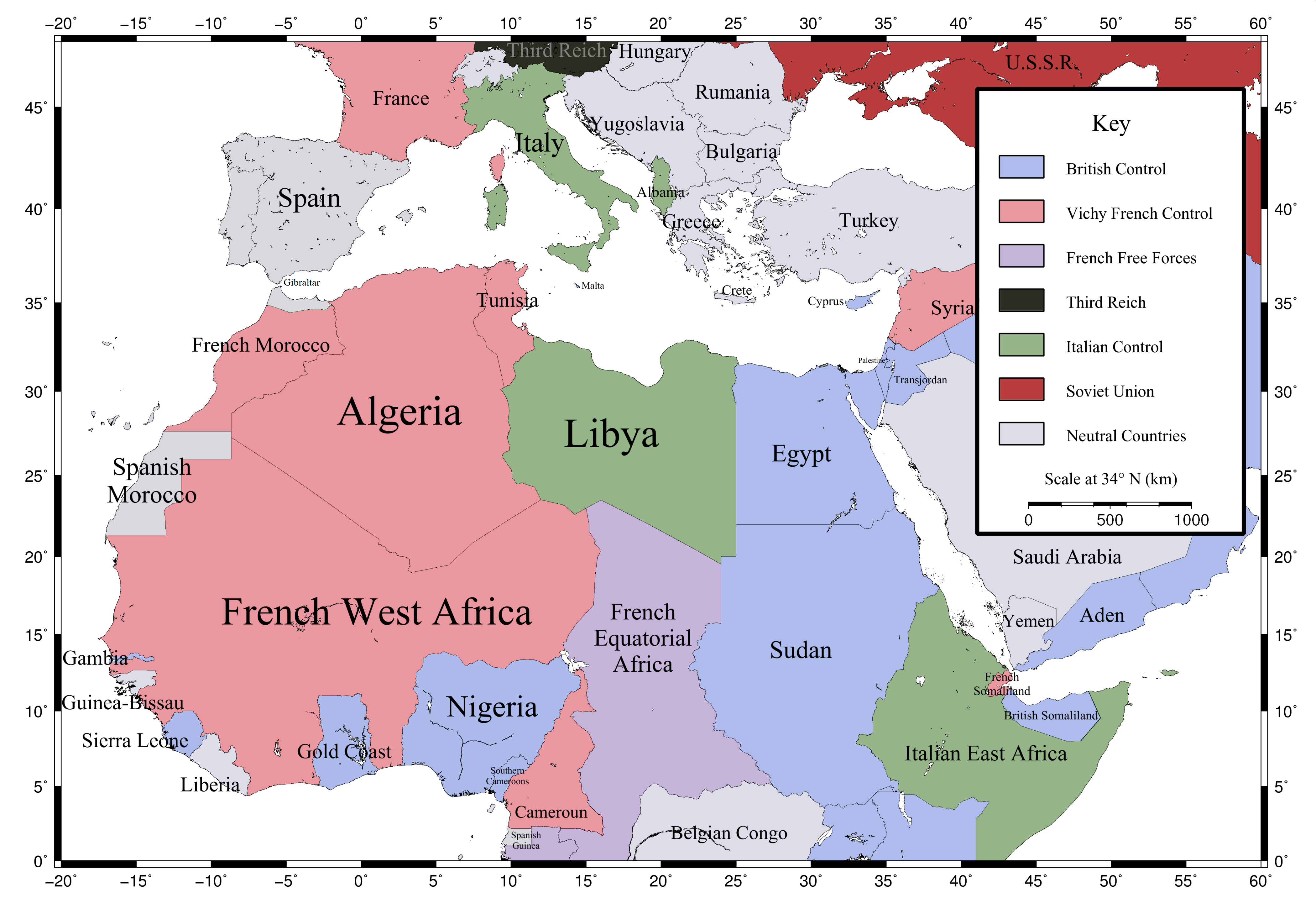
Norte da África, antes do início da ofensiva.
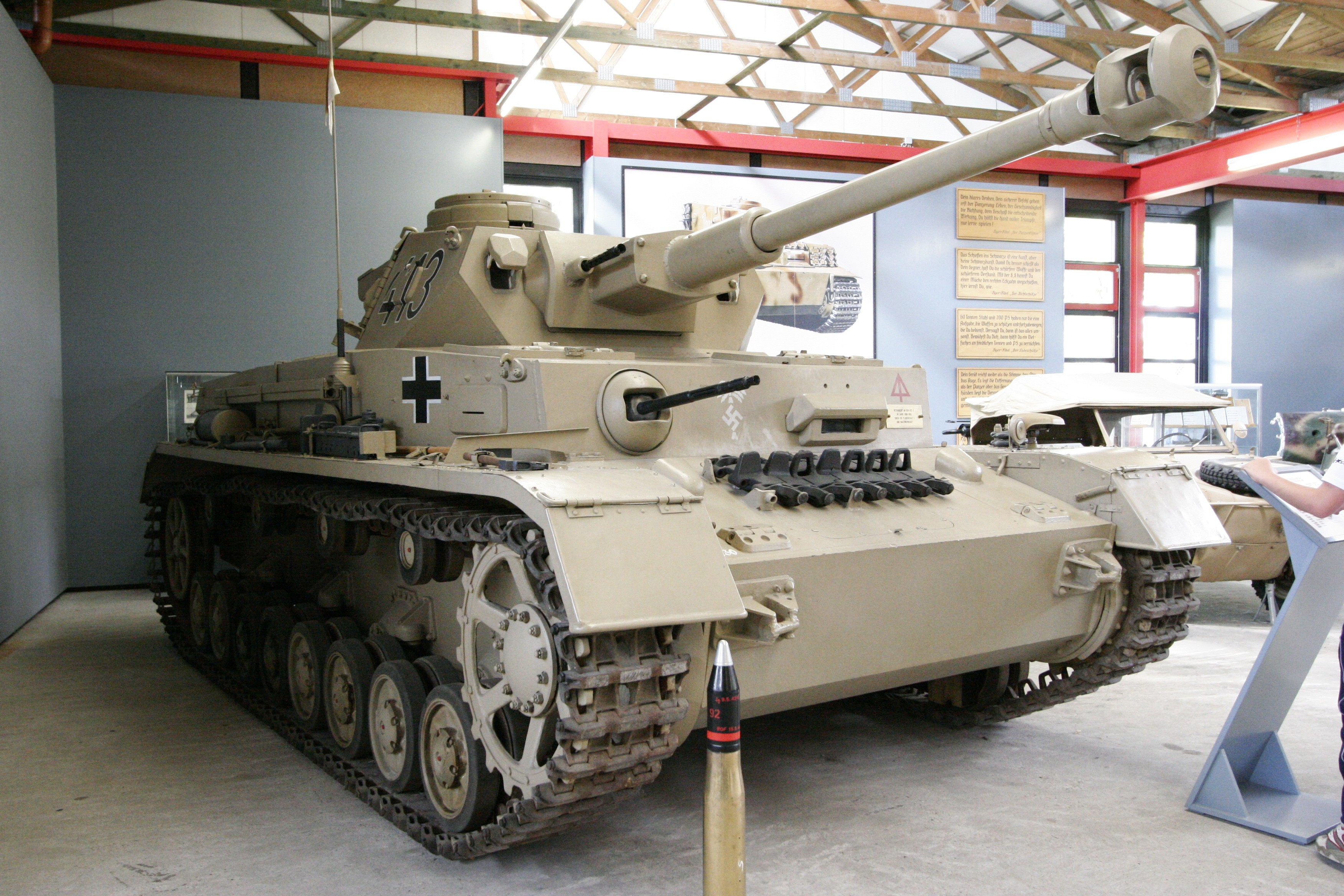
Panzer IV Ausf.G, com as cores do Afrika Korps, preservado em museu.
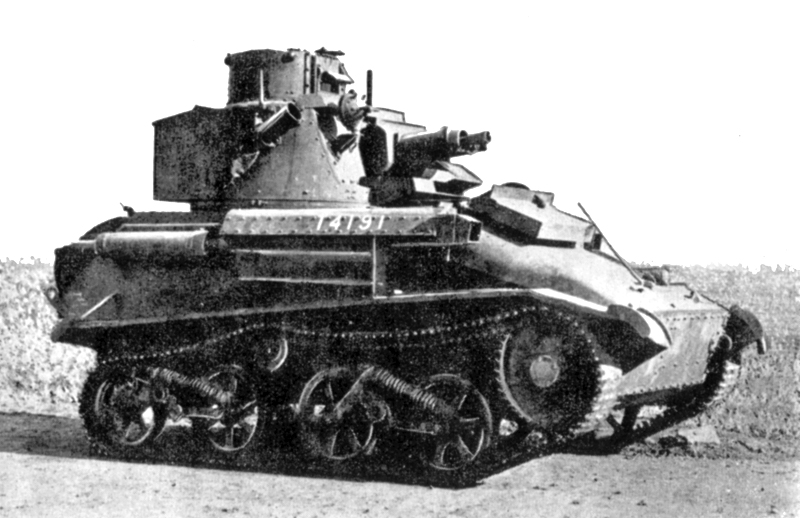
Tanque ligeiro britânico com metralhadora na torre giratória.
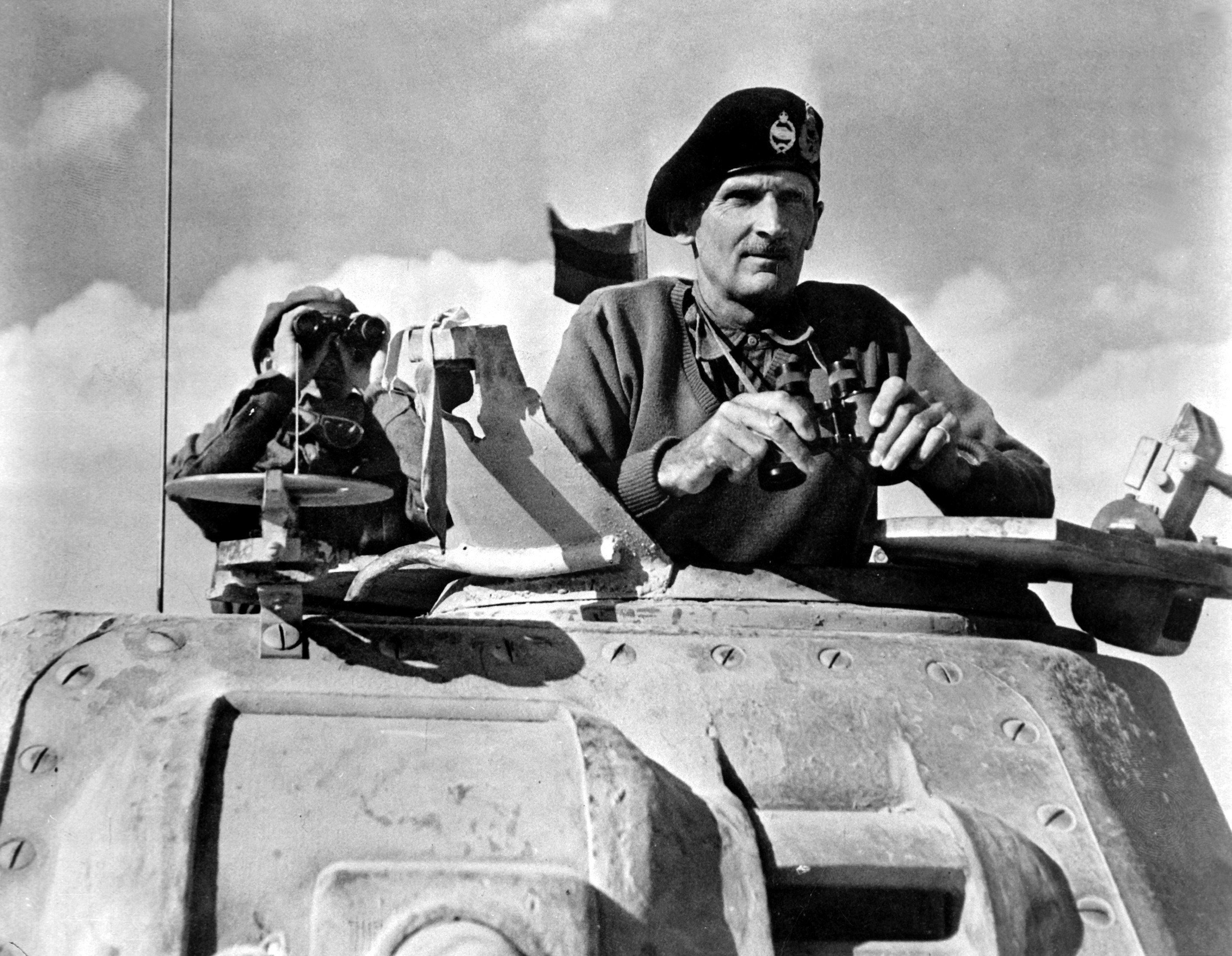
Bernard Montgomery, General inglês que comandou as forças britânicas na Campanha do Deserto Ocidental.